# Regionalwahl in Latium 1980
Die Regionalwahl in Latium 1980 fand am 8. und 9. Juni statt.

## Wahlergebnis
| Listen            | Listen                                        | Stimmen   | %    | Mandate |
| ----------------- | --------------------------------------------- | --------- | ---- | ------- |
|                   | Democrazia Cristiana                          | 1.064.586 | 34,1 | 22      |
|                   | Partito Comunista Italiano                    | 959.401   | 30,7 | 19      |
|                   | Partito Socialista Italiano                   | 332.026   | 10,6 | 6       |
|                   | Movimento Sociale Italiano – Destra Nazionale | 315.142   | 10,1 | 6       |
|                   | Partito Socialista Democratico Italiano       | 165.054   | 5,3  | 3       |
|                   | Partito Repubblicano Italiano                 | 116.585   | 3,7  | 2       |
|                   | Partito Liberale Italiano                     | 83.453    | 2,7  | 1       |
|                   | Partito di Unità Proletaria per il Comunismo  | 37.573    | 1,2  | 1       |
|                   | Democrazia Proletaria                         | 36.823    | 1,2  | –       |
|                   | Lista di Lotta                                | 5.780     | 0,2  | –       |
|                   | Alleanza Civica                               | 3.863     | 0,1  | –       |
|                   | Lega Socialista Rivoluzionaria                | 2.140     | 0,1  | –       |
| Gesamt            | Gesamt                                        | 3.122.426 | 100  | 60      |
|                   |                                               |           |      |         |
| Ungültige Stimmen | Ungültige Stimmen                             | 212.071   | 6,4  |         |
| Wähler            | Wähler                                        | 3.334.497 | 89,0 |         |
| Wahlberechtigte   | Wahlberechtigte                               | 3.746.378 |      |         |